# Лубан (Арьеж)
Луба́н (фр. Loubens) — коммуна во Франции, находится в регионе Юг — Пиренеи. Департамент коммуны — Арьеж. Входит в состав кантона Вариль. Округ коммуны — Памье.
Код INSEE коммуны — 09173.

## Население
Население коммуны на 2008 год составляло 254 человека.
| 1962 | 1968 | 1975 | 1982 | 1990 | 1999 | 2008 |
| ---- | ---- | ---- | ---- | ---- | ---- | ---- |
| 176  | 189  | 150  | 151  | 183  | 200  | 254  |

## Экономика
В 2007 году среди 167 человек в трудоспособном возрасте (15—64 лет) 130 были экономически активными, 37 — неактивными (показатель активности — 77,8 %, в 1999 году было 74,4 %). Из 130 активных работали 122 человека (64 мужчины и 58 женщин), безработных было 8 (5 мужчин и 3 женщины). Среди 37 неактивных 15 человек были учениками или студентами, 8 — пенсионерами, 14 были неактивными по другим причинам.

## Достопримечательности
- Церковь XII века
- Пещера Портел